# بروس نيكولز
بروس نيكولز (بالإنجليزية: Bruce Nichols)‏ مواليد 31 ديسمبر 1955، هو لاعب كرة مضرب أمريكي سابق وكان يلعب باليد اليمنى. أعلى تصنيف له في الفردي كان المركز الـ 275 في سنة 1979. أعلى تصنيف له في الزوجي كان المركز الـ 193 في سنة 1983.

## النهائيات

### الزوجي: (2)
| الرقم | السنة | الدورة                            | الأرضية | الشريك     | المنافس في النهائي        | النتيجة في النهائي |
| ----- | ----- | --------------------------------- | ------- | ---------- | ------------------------- | ------------------ |
| 1.    | 1979  | هونتينغتون بيتش, الولايات المتحدة | صلبة    | بيلي مارتن | بيتر رينرت روبرت فانت هوف | 3–6, 7–6, 6–3      |
| 2.    | 1981  | برشلونة, إسبانيا                  | ترابية  | تيم جارسيا | جياني مارشتي إنزو فاتون   | 6–4, 6–4           |